# Patrimonio de los bosques tropicales ombrófilos de Sumatra
El Patrimonio de los bosques tropicales ombrófilos de Sumatra es el nombre usado para designar un conjunto de parques naturales declarados por la Unesco como Patrimonio de la Humanidad, abarcando un área de unas 2.595.124 ha, en la isla de Sumatra del archipiélago de Indonesia. El conjunto lo forman los siguientes parques:
- Parque nacional de Gunung Leuser
- Parque nacional de Kerinci Seblat
- Parque nacional de Bukit Barisan Selatan

El lugar tiene el mayor potencial para la conservación a largo plazo de distintos y diversos biota de la isla de Sumatra, incluyendo muchas especies en peligro de extinción. El área protegida sirve de protección para unas 10 000 especies de plantas, incluyendo 17 géneros endémicos, más de 200 especies de mamíferos y cerca de 580 especies de aves, de las que 465 son residentes y 21 son endémicas. De las especies de mamíferos, 22 son asiáticas, y no se encuentran en ningún lugar del archipiélago y 15 están confinadas a la región indonesia, incluyendo al Orangután de Sumatra (Pongo abelii). El sitio también alberga las pruebas biogeográficas de la evolución de la isla.
En 2011, la Unesco inscribió la denominación Patrimonio de los bosques tropicales ombrófilos de Sumatra en la lista de Patrimonio de la Humanidad en peligro.
Los parques nacionales de Sumatra, junto con muchas especies en peligro crítico, se enfrentan a la cuádruple amenaza de la tala de árboles, las fábricas de papel, los cazadores furtivos y la agricultura de tala y quema. 

## Ubicación y tamaño
El Patrimonio de la Selva Tropical de Sumatra consta de tres parques nacionales: el parque nacional Gunung Leuser (PNGL) (8629,75 km²), el parque nacional Kerinci Seblat (PNKS) (13,753,5 km²) y el parque nacional Bukit Barisan Selatan (PNBBS) (3568km ²). El área total de la selva tropical es de 25.000 km². El Patrimonio de la Selva Tropical de Sumatra fue elegido porque, en primer lugar, representa un área significativa de bosques en la isla de Sumatra, debido a la biodiversidad, de bosques de tierras bajas y montañas. Esta una vez vasta isla de selva tropical se ha condensado en áreas apartadas, en el espacio de 50 años.
En segundo lugar, los parques nacionales que componen el patrimonio están todos ubicados en la conocida columna vertebral de las montañas Bukit Barisan, conocidas como los 'Andes de Sumatra', y que a su alrededor hay magníficas vistas. Las montañas de cada sitio representan importantes telones de fondo montañosos de las tierras bajas establecidas y desarrolladas de Sumatra. La mezcla del impresionante lago Gunung Tujuh (el lago más alto del sudeste asiático ), el esplendor del volcán gigante Monte Kerinci, muchos pequeños lagos volcánicos, costeros y glaciares en entornos boscosos naturales. Esto muestra la belleza del patrimonio de la selva tropical de Bukit Sumatra.
Por último, los tres parques nacionales tienen un hábitat muy variado y una biodiversidad excepcional. En total, los tres sitios representan el 50% de la variedad total de plantas, en Sumatra. En el PNGL se han reconocido al menos 92 especies comunes locales. La nominación contiene poblaciones tanto de la flor más grande del mundo (Rafflesia arnoldii) como de la flor más alta ( Amorphophallus titanum). La selva tropical de Sumatra se ha convertido recientemente en parte de la Lista del Patrimonio Mundial, en 2004. 2,5 millones de hectáreas de las selvas tropicales de Sumatra se incluyeron en la Lista del Patrimonio Mundial de la Organización de las Naciones Unidas para la Educación, la Ciencia y la Cultura (UNESCO) debido a su riqueza y diferente biodiversidad.

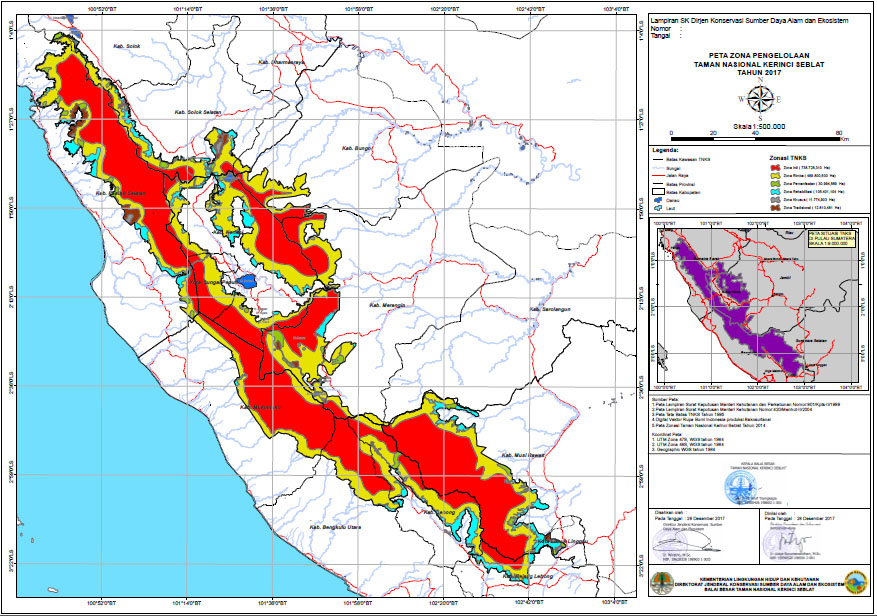
Mapa y Zonificación del Parque Nacional Kerinci Seblat revisada en 2017. El PNKS, que cubre una superficie de 1.389.509,87 ha, está ubicada en 4 provincias, a saber: Jambi, Sumatra Occidental, Bengkulu y Sumatra Meridional. El PNKS consta de la zona central, la zona selvática, la zona de utilización, la zona de rehabilitación, la zona especial y zona tradicional.

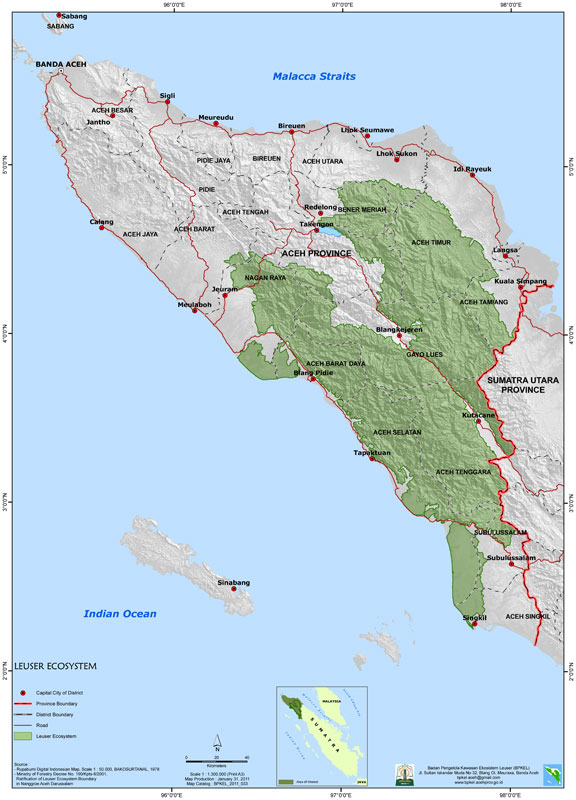
Mapa del Parque Nacional Gunung Leuser

## Geografía y clima

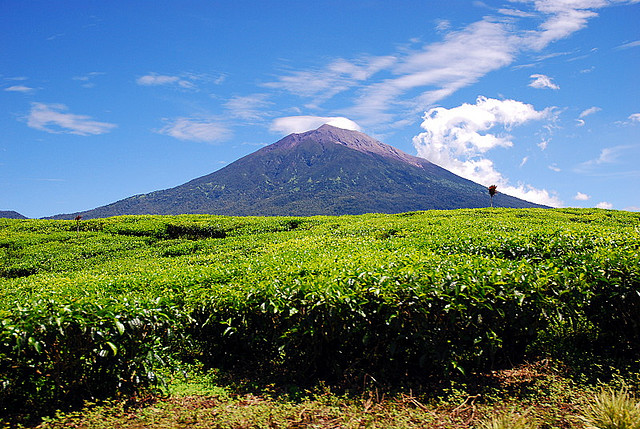
View of Mount Kerinci from Kayuaro

El parque nacional Gunung Leuser (PNGL) en el norte de la isla tiene 150 km de largo, más de 100 km de ancho y es principalmente montañoso. El 40% del parque es empinado y supera los 1.500 m. Solo el 12% del parque, en la mitad sur inferior, está por debajo de los 600 metros, pero durante 25 km corre por la costa. Once picos superan los 2.700 my el punto más alto es Gunung Leuser que alcanza los 3.466 metros. El área que rodea a Gunung Leuser se conoce como el ecosistema de Leuser .
El parque nacional Kerinci Seblat (PNKS) en el centro se extiende 350 km por la parte trasera del Bukit Barisan, con un promedio de 45 km de ancho y 2000 m sobre el nivel del mar. La mitad norte tiene una cadena montañosa oriental más baja, entre 800-1500 m. Tres cuartas partes del parque son empinadas. El punto más alto y el volcán más alto de Indonesia es el monte Kerinci, con 3.805 m.
El parque nacional Bukit Barisan Selatan (PNBBS) también tiene 350 km de largo pero solo 45 km de ancho en promedio. Los dos tercios del norte son rocosos, con un promedio de 1.500 m con el punto más alto, el Monte Pulung, a 1.964 m. La mitad sur es más baja; 90 km de él es un cabo y el parque bordea el mar en la mitad de su longitud. Muchos de los ríos desembocan en los parques y hay varios lagos y aguas termales.
Las montañas tienen temperaturas altas poco cambiantes durante todo el año, alta humedad y altas precipitaciones durante 9 meses en áreas más húmedas, 7 meses en áreas más secas. Este clima ha favorecido la alta especiación (formación de nuevas especies) y variedad de especies. Gunung Leuser, recibe 3000 mm de lluvia , en el norte, y recolecta 4657 mm en las tierras bajas del sur. Las temperaturas promedian entre 21 °C y 28 °C y la humedad siempre está por encima del 60%, especialmente donde se superan los 1700 m de altitud. En Kerinci Seblat, la precipitación media es de 2990 mm, las temperaturas oscilan entre 16° y 28 °C y la humedad es siempre alta (77-90%). En Bukit Barisan Selatan, el rocoso oeste está húmedo, especialmente durante el monzón de noviembre a mayo: la precipitación es de 3000–4000 mm. El este es más seco, con 2500-3000 mm de lluvia y una temperatura que oscila entre 20° y 28 °C.
Este país no tiene ríos grandes, generalmente los mismos suelen ser cortos y suelen desembocar en el mar, luego de fluir desde las montañas.

## Flora y fauna

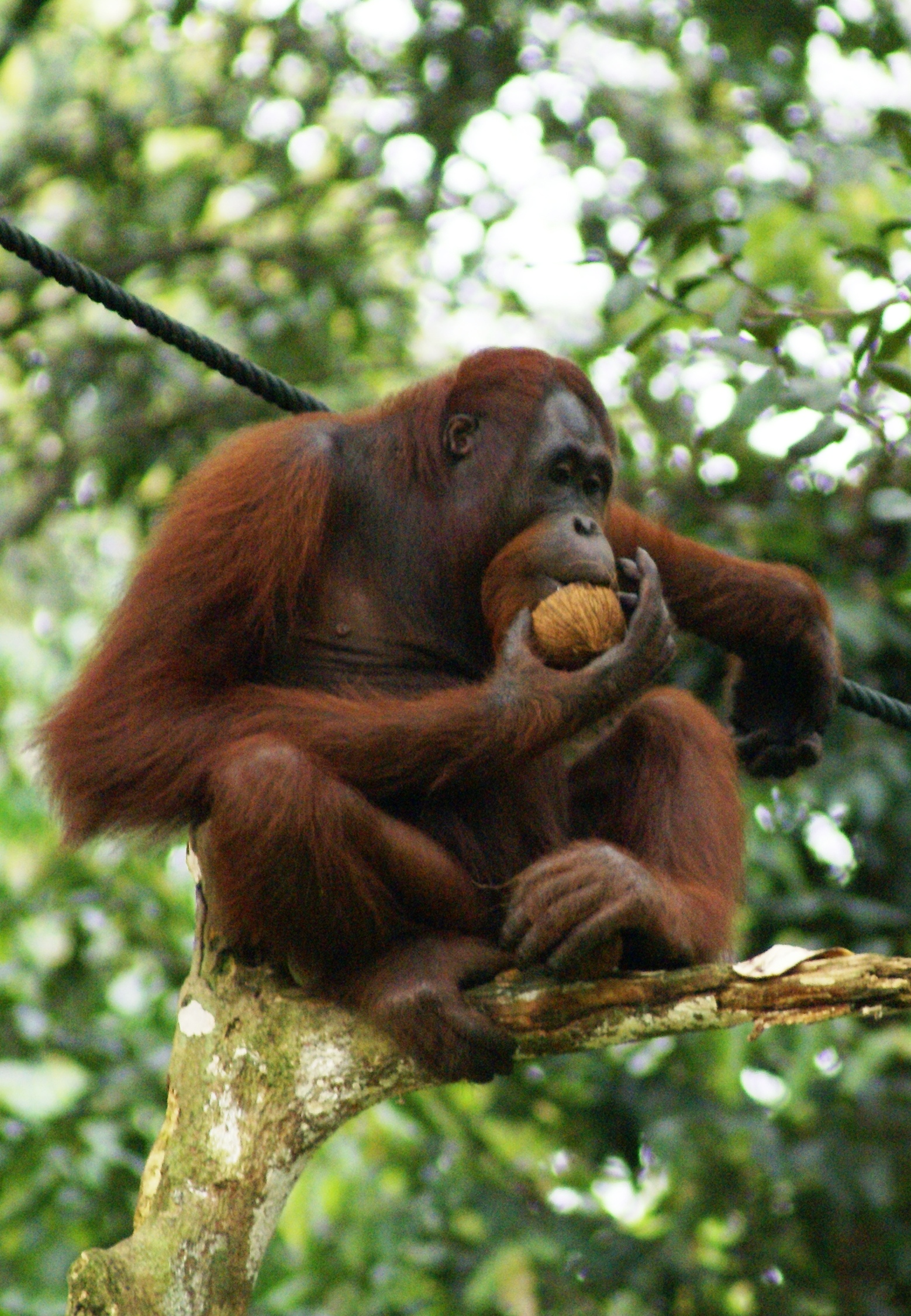
El orangután, un conspicuo habitante de los parques nacionales de Sumatra, Indonesia.

El PNGL es parte de las 18 regiones de Indonesia clasificadas por el Fondo Mundial para la Naturaleza (WWF) entre las 200 ecorregiones mundiales de importancia para la preservación de la biodiversidad mundial. 174 mamíferos, 3 endémicos y 21 listados como amenazados en 2000. Se sabe poco sobre los mamíferos más pequeños. Se enumeran 380 especies de aves, 13 endémicas y 52 amenazadas. Algunas de las especies importantes: el orangután, el rinoceronte de Sumatra y el mono de cola encrespada (Macaca nemestrina). Las plantas destacadas son: Rafflesia arnoldi y Amorphophallus titanum, aunque abundan los árboles de casuarina, la nuez moscada silvestre y los pandanos crecen cerca de los bosques pantanosos, mientras que la Pometia pinnata se encuentra a lo largo de la arena del río, y los fuertes árboles de meranti y keruing proporcionan sombra en los bosques de las tierras bajas. Varias especies de aves importantes son el papamoscas de Ruck y el pato de alas blancas.
En el Parque Nacional Krinci Seblat (PNKS), se registran 85 especies de mamíferos, 5 endémicas y 23 enumeradas, 370 especies de aves amenazadas, 13 endémicas y 58 amenazadas. Algunas especies de mamíferos importantes: pantera nebulosa de Borneo, tapir asiático y rinoceronte de Sumatra. La población de tigres de Sumatra en el parque nacional Kerinci Seblat es la más alta registrada, lo que lo convierte en uno de los 12 paisajes de conservación de tigres de importancia mundial. Varias especies de aves importantes: pato de alas blancas y cuco terrestre de Sumatra. Algunas de las especies de plantas importantes: Hopea beccariana y Shorea ovalis ssp. seicea.
El PNBBS, cuenta con 98 mamíferos registrados, con 1 endémica y 25 amenazadas 379 especies de aves están listadas, 7 endémicas y 58. Se registran 59 especies de reptiles y anfibios. El PNBBS tiene las mismas especies de aves que PNKS. Algunas especies de mamíferos importantes son por ejemplo el elefante de Sumatra.

## Mount Leuser

### Prevención de inundaciones y sequías
Las inundaciones suelen ser más frecuentes y más destructivas como consecuencia de la conversión de los bosques a otros usos. Los caudales anuales de las tormentas de un bosque secundario son aproximadamente tres veces superiores a los de una zona de captación de bosques primarios de tamaño similar. En Aceh, los agricultores locales han denunciado una frecuencia cada vez mayor de sequías e inundaciones perjudiciales debido a la degradación de la zona de captación de agua. En mayo de 1998, más de 5.000 hectáreas de zonas de cultivo intensivo de arroz quedaron fuera de la producción activa. Esto fue el resultado de la falla de 29 esquemas de irrigación debido a la escasez de agua. Además, las inundaciones de diciembre de 2000 costaron la vida de al menos 190 personas y dejaron a 660.000 sin hogar. Esto le costó a la provincia de Aceh casi 90 millones de dólares en pérdidas (Jakarta Post, 2000a). Las empresas madereras están reconociendo poco a poco su papel en el aumento de las inundaciones y han hecho grandes donaciones para apoyar a las víctimas. El Terremoto del océano Índico de 2004 devastó la cost de Aceh.

### Agricultura y plantaciones
La agricultura es una importante fuente de ingresos para las comunidades locales de los alrededores de Leuser. Las grandes plantaciones de caucho y palma aceitera del norte de Sumatra desempeñan un papel importante en la economía nacional. Casi todos los bosques de las tierras bajas que quedan se han destinado oficialmente a las plantaciones de palma aceitera. Sin embargo, se ha registrado una disminución del rendimiento en varias regencias de Leuser. Este descenso puede atribuirse principalmente al deterioro de los nutrientes del suelo, junto con la erosión del mismo, la sequía y las inundaciones, y el aumento de las malas hierbas. Evidentemente, estas causas de declive están relacionadas con la deforestación. Por ejemplo, la tala de las zonas de captación de agua en Leuser es responsable de que el 94% de las zonas de regadío fallidas queden fuera de la producción.

## Programa de conservación de la vida silvestre en Seblat
Para practicar las relaciones personales con los elefantes de Sumatra, el Centro de Conservación de Elefantes Seblat en la provincia de Bengkulu es el único centro que recibe estudiantes locales y extranjeros. Hasta junio de 2012, los estudiantes (voluntarios) procedían de Francia, Rusia, República Checa, Suiza, Bélgica y del interior del país. En el curso de 7 días, aprenden cómo un domador de elefantes cuida a los elefantes. También ayudan a alimentar y bañar a los 19 elefantes del centro que alimentan con leche a una cría de elefante de dos años. Los estudiantes hacen un informe una vez que regresan a sus respectivos países de origen.

## Conservación y amenazas en Bukit-Barisan-Selatan
El área fue protegida por primera vez por el gobierno de las Indias Orientales Holandesas en 1935, que declaró la Reserva Natural del Sur de la isla de Sumatra. El área se convirtió en parque nacional en 1982.
Desde la década de 1970 se han establecido numerosos ocupantes ilegales dentro del parque y, a pesar de los desalojos forzosos a principios de la década de 1980, su número aumentó desde 1998. En 2006 se estimó que la invasión de ocupantes ilegales de unas 127.000 personas cubría un área de 55.000 ha. Para el período comprendido entre 1972 y 2006, se estima que se han perdido 63.000 ha de cubierta forestal primaria. Esto representa el 20% de los bosques perdidos por la agricultura ilegal. El Fondo Mundial para la Naturaleza descubrió que más de 450 km² de terrenos del parque se están utilizando para cultivar café, y la organización ahora está trabajando con empresas cafeteras multinacionales para ayudarlas a evitar la compra de café cultivado ilegalmente.